# Bracknell Bees
Bracknell Bees ist ein Eishockeyclub der Stadt Bracknell in England. Die „(Bracknell) Bees“ spielten von 2005 bis 2017 in der britischen English Premier Ice Hockey League, seit 2017 in der britischen National Ice Hockey League. Ihre Heimspiele tragen sie im 2.400 bzw. 3100 Zuschauer fassenden John Nike Leisuresport Complex aus.

## Geschichte
Die Bracknell Bees wurden 1987 gegründet. Von 1991 bis 1995 spielten sie in der Premier Division der British Hockey League, der höchsten britischen Eishockeyspielklasse, sowie in den Spielzeiten 1990/91 und 1995/96 jeweils in der zweitklassigen Division One der British Hockey League. Zuvor waren sie in der Saison 1990/91 Meister der drittklassigen English Division One geworden. Von 1996 bis 2003 spielten die Bees in der neuen höchsten britischen Spielklasse, der Ice Hockey Superleague, deren Meistertitel sie in der Saison 1999/2000 gewannen.
Nach Auflösung der Ice Hockey Superleague traten die Bracknell Bees von 2003 bis 2005 in der zweitklassigen British National League an. Deren Hauptrunden-Meistertitel gewannen sie in der Saison 2004/05 ebenfalls. Als auch die BNL aufgelöst wurde, wechselten die Bees in die English Premier Ice Hockey League, in der sie seither spielen. Deren Hauptrunden-Titel konnten sie 2007 und 2008 erreichen. Im Jahr 2007 waren sie auch Playoff-Meister der EPIHL. In den Jahren 2006 und 2008 gewannen sie zudem den English Cup.

## Bekannte ehemalige Spieler
- Éric Bertrand
- Bruno Campese
- Jonathan Delisle
- Reid Simonton
- Dave Whistle